# Çelis Taflaj
Çelis Taflaj (Scutari, 12 marzo 1998) è un cestista albanese di formazione italiana.

## Carriera
Nel 2016 ha fatto il suo esordio nell'Albania.
Il 3 agosto 2023 firma un contratto annuale con la Fortitudo Bologna.